# Charlottenlund
Charlottenlund è un centro abitato della regione dell'Hovedstaden, in Danimarca. Esso è sede amministrativa del comune di Gentofte. Circondata ad est dall'Øresund Sound, a sud dell'Hellerup ed a nord da Klampenborg, l'abitato è una delle più ricche aree della Danimarca.

## Storia
Charlottenlund deriva il proprio nome dalla principessa Carlotta Amalia, figlia di Federico IV di Danimarca e sorella del re Cristiano IV di Danimarca, la quale ricostruì l'antico palazzo di Gyldenlund tra il 1731 ed il 1733 ribattezzandolo di palazzo di Charlottenlund. Qui nacquero Cristiano X di Danimarca e Haakon VII di Norvegia.

## Geografia fisica
Il villaggio, un tempo entità a sé stante, è oggi compreso nei sobborghi metropolitani di Copenaghen, situato a nord della capitale danese. Esso accoglie molte tra le più ricche famiglie di Danimarca ed è un quartiere estremamente ricco e raffinato. Gran parte delle lussuose residenze sono poste lungo la Strandvejen, via che inizia a Hellerup, attraversa l'abitato di Charlottenlund seguendo la costa orientale della Zealand per poi finire a Elsinore.
Il rinomato architetto danese Arne Jacobsen visse in questo luogo e qui disegnò molte delle costruzioni dell'area, addirittura la locale stazione di rifornimento di benzina, il complesso chiamato "Bella Vista" con vista appunto sull'oceano ed il Teatro Bellevue, di stile funzionalista.
Punto artistico rilevante in loco è la statua di Knud Rasmussen, realizzata dallo scultore Paul Sondergaard ed inaugurata nel 1963.

## Cultura e tempo libero
A Charlottenlund ha sede il museo di Ordrupgaard, una delle più importanti collezioni d'arte danese e francese dei secoli XIX e XX del nord Europa.
Il Charlottenlund Strandpark e la spiaggia di Bellevue sono tra i luoghi turistici preferiti da gran parte degli abitanti di Copenaghen. Il Forte di Charlottenlund è un'altra importante attrazione turistica dell'area unitamente all'Acquario di Danimarca che ha sede presso il castello locale.
La foresta di Charlottenlund è una delle aree ricreative maggiormente popolari nell'area, presso la quale si trova anche la Charlottenlund Trotting Track che viene utilizzata per corse automobilistiche, di cavalli e per partite di polo.